# Хилков, Василий Борисович
Князь Василий Борисович Хилков — рында, стольник и воевода во времена правления Алексея Михайловича.
Из княжеского рода Хилковы. Единственный сын князя Бориса Андреевича Хилкова.

## Биография
Показан в стольниках. В январе 1648 года на бракосочетании царя Алексея Михайловича с Марией Ильиничной Милославской, нёс первым государеву свечу. В феврале 1649 году, по царскому указу, ездил со столом «потчивать» Иерусалимского патриарха Паисия, этом же месяце упомянут третьим рындой в белом платье при представлении Государю голландского гонца и крымского посланника в Золотой палате. В мае этого же года воевода в Туле для охранения от прихода туда крымцев и нагайцев, а по «большим вестям» велено ему быть сходным воеводой в Белгороде со стольником и князем Иваном Петровичем Пронским. В 1649 году местничал с Михаилом и Андреем Львовичами Плещеевыми.
В 1650 году первый рында при представлении Государю персидского, английского послов и польского гонца в Золотой палате. По царскому указу ездил на дом «потчивать» английского посла. В июне этого же года первый стольник у государева стола в столовом шатре в Кашине и Угличе.
По родословной росписи показан бездетным.